# Jamides enganicus
Jamides enganicus är en fjärilsart som beskrevs av Hans Fruhstorfer 1915. Jamides enganicus ingår i släktet Jamides och familjen juvelvingar. Inga underarter finns listade i Catalogue of Life.